# Сабиновское сельское поселение
Сабиновское се́льское поселе́ние — муниципальное образование в Лежневском районе Ивановской области Российской Федерации.
Административный центр — деревня Сабиново.

## История
Статус и границы сельского поселения установлены Законом Ивановской области от 25 февраля 2005 года № 44-ОЗ «О городском и сельских поселениях в Лежневском муниципальном районе».
Законом Ивановской области от 6 мая 2015 года № 36-ОЗ, Сабиновское и Хозниковское сельские поселения преобразованы, путём объединения, в Сабиновское сельское поселение с административным центром в деревне Сабиново.

## Население
| 2002  | 2010  | 2011  | 2012  | 2013  | 2014  | 2015 |
| ----- | ----- | ----- | ----- | ----- | ----- | ---- |
| 978   | ↘881  | →881  | ↗890  | ↗929  | ↘924  | ↘914 |
| 2016  | 2017  | 2018  | 2019  | 2020  | 2021  |      |
| ↗1482 | ↘1456 | ↘1444 | ↘1409 | ↘1385 | ↘1172 |      |

## Состав сельского поселения
| №  | Населённый пункт | Тип населённого пункта          | Население |
| -- | ---------------- | ------------------------------- | --------- |
| 1  | Антропьево       | деревня                         | ↘1        |
| 2  | Апаницыно        | деревня                         | ↘16       |
| 3  | Арефино          | деревня                         | ↘56       |
| 4  | Афанасово        | деревня                         | 16        |
| 5  | Выселиха         | деревня                         | ↘14       |
| 6  | Горшково         | деревня                         | ↘22       |
| 7  | Житково          | деревня                         | ↘2        |
| 8  | Кнутиха          | деревня                         | ↘49       |
| 9  | Кукарино         | село                            | ↗409      |
| 10 | Паршнево         | деревня                         | ↗189      |
| 11 | Пестиха          | деревня                         | ↘1        |
| 12 | Сабиново         | деревня, административный центр | 349       |
| 13 | Селышки          | деревня                         | ↘35       |
| 14 | Селышки          | деревня                         | ↘23       |
| 15 | Скоково          | деревня                         | ↘20       |
| 16 | Степанниково     | деревня                         | ↘5        |
| 17 | Хозниково        | село                            | ↘295      |